# منلكارا بوليفارية
منلكارا بوليفارية (الاسم العلمي:Manilkara bolivarensis) هي نوع من النباتات يتبع جنس المنلكارا من الفصيلة السبوتية.